# الأعلام (الزركلي)
الأعلام من أشهر ما ألف في تراجم الأعلام، قديماً وحديثاً، وأكثرها فائدة، وأوسعها مادة. واسم الكتاب كاملاً:«الأعلام: قاموس تراجم لأشهر الرجال والنساء من العرب والمستعربين والمستشرقين».

## نبذه عن الكتاب
وقد بين مؤلفه الزِّرِكلي (المتوفى: 1396هـ) شرطه فيمن يترجم له فقال: «أن يكون لصاحب الترجمة علم تشهد به تصانيفه، أو خلافة أو ملك أو إمارة، أو منصب رفيع كوزارة أو قضاء كان له فيه أثر بارز، أو رياسة مذهب، أو فن تميز به، أو أثر في العمران يذكر له، أو شعر، أو مكانة يتردد بها أسمه، أو رواية كثيرة، أو يكون أصل نسب، أو مضرب مثل. وضابط ذلك كله: أن يكون ممن يتردد ذكرهم، ويسأل عنهم» ا. هـ، قال الطناحي: «وقد أفسح الزركلى في كتابه، مكاناً لهؤلاء النفر من المستشرقين، الذين قدموا خدمة للعربية، في مجال الدراسات ونشر النصوص.» ا. هـ
وبين المؤلف أيضا الباعث لتأليفه فقال: (في الخزانة العربية فراغ، وفي أنفس قرائها حاجة، وللعصر اقتضاء. يعوز الخزانة العربية كتاب يضم شتات ما فيها من كتب التراجم، مخطوطها ومطبوعها... وقد حاولت بهذا الكتاب أن أملأ جانبا صغيرا من هذا الفراغ، وأمضي بعض تلك الحاجة، وأقوم بشيء مما يقتضيه العصر، وعساي أن أوفق)
- طريقة البحث عن الترجمة
ترجم الزركلي الأعلام على الترتيب الهجائي في الاسم الأول والثاني، ولم يترجم أعلامه على الشهرة، بيد أنه وضع لها إحالة تدلك على صاحبها. فابن جرير الطبري تبحث عنه في الشهرة أولا، ثم تبحث عن اسمه.
مثلا: ابن جرير= محمد بن جرير 310
الطبري = محمد بن جرير 310
والرقم الذي يلي الاسم هو تاريخ الوفاة.
والزركلي لم يعتمد في الترتيب الهجائي سوى الاسم الأول والثاني فقط، فكل (أحمد بن محمد) عنده (هجائيا) في نسق واحد، ولكن يرتب بينهم بحسب الوفاة معتمدا التاريخ الهجري. مثلا:
أحمد بن محمد بن يوسف 360 قبل أحمد بن محمد بن إبراهيم 450.

## طبعات الكتاب
- الطبعة الأولى (سنة 1345 هـ): بالمطبعة العربية بمصر التي كان يملكها الزركلي في ثلاث مجلدات مجموع صفحاتها 1187.
- الطبعة الثانية: بعد 30 عاما (سنة 1377 هـ) في عشر مجلدات، العاشر منها مستدرك لما فاته في الأجزاء التسعة من خطأ في ترجمة أو تصحيح في أخرى، وأضاف إليها نماذج من خطوط بعض المترجمين، وكذلك صورا لبعض الأعلام، وتمتاز هذه النماذج والصور بالجودة التي ضعف بهاؤها في الطبعات اللاحقة ووضع فهرسا للخطوط والصور، وجاءت هذه الطبعة ثلاثة أضعاف الطبعة الأولى.
- الطبعة الثالثة: في بيروت (سنة 1389 هـ) في أحد عشر مجلدا وهي عبارة عن الطبعة الثانية إلا أنه أدخل في صلب التراجم بعض التصحيحات (أصلح ما استطاع إصلاحه المتن من غير إخلال في أرقام الصفحات. كما ألحق مستدركا ثانيا في مجلد سماه: «المستدرك الثاني» جعل فيه بعض التصحيحات، وفي هذه الطبعة استل نماذج الخطوط والصور فجعلها في مجلد مستقل ولم تختلف الصفحات في الطبعة الثانية، حيث أنه لم يكن لنماذج الخطوط والصور أرقام صفحات.
- الطبعة الرابعة: (سنة 1399 هـ) بدار العلم للملايين ببيروت في ثمان مجلدات من القطع الكبير وهي بعد وفاة مؤلفه [فتولى الإشراف عليها بعد موته صديقه وابن شيخه (ظافر القاسمي) نجل شيخ الشام جمال الدين القاسمي، وشاركه في الإشراف الشيخ زهير جاويش والأستاذ زهير فتح الله.]، وقد كان الزركلي أضاف إليها كتابه «الإعلام بما ليس في الأعلام» الذي كان ينوي طباعته مستقلا عن كتابه الأول، كما أضيفت إلى هذه الطبعة المستدركات التي كانت مستقلة ووضعت في أماكنها وكذلك نموذج من خط المُترجم وصورته بجوار ترجمته إلا أنه أثناء الطباعة سقطت بعض التراجم فتجد الإحالة ولا تجد الترجمة، بل قد تجد نموذجا من خط المُترجم ولا تجد ترجمته. مثل: عبد اللطيف بن عبد المنعم الحراني 4: 59، وعن هذه الطبعة بقية الطبعات اللاحقة إلا أننا نجد في بعض الطبعات زيادة أونقصانا...
- الطبعة الخامسة: (مايو 2002م) بدار العلم للملايين - بيروت، في 7 مجلدات.

## مميزات الكتاب
يقول الطناحي: «ومحاسن هذا الكتاب كثيرة، وإن فاتنى ذكر هذه المحاسن مجتمعة، فإني أشير إلى أبرزها:
1. الدقة البالغة في تحرير الترجمة، وإبراز أهم ملامح العلم المترجم.
2. ذكر ما قد يكون من خلاف، في الاسم، والمولد والوفاة، ونسبة الكتب مع اتخاذ مواقف الحسم، أو الترجيح.
3. تنقية بعض كتب التراجم مما علق بها، من وهم، أو تصحيف، أو تحريف.
4. الرجوع في توثيق الترجمة إلى المصادر المخطوطة، إذا عزت المطبوعة، أو كانت الثقة بها نازلة.
5. الاستعانة بالمراجع الحية، من أهل العلم، والمنتسبين إلى مذهب المترجم.
6. جلاء الغموض الذي يكتنف بعض الأعلام.
7. التنبيه على بعض الفوائد العلمية.
8. الإنصاف والبعد عن الهوى، وسوق الرأي الخاص ملففاً في بجاد النزاهة والتصون. وأكثر ما ترى ذلك في تراجم المعاصرين، من أهل الفكر والأدب والسياسة.
9. الإحالة الذكية بعد الفراغ من الترجمة إلى أصول المصادر والمراجع.
10. ذكر نفائس المخططات ونوادرها، التي رآها في رحلاته وأسفاره. وكذلك التي أطلعه عليها أصدقاؤه، وفي مقدمتهم السيد أحمد عبيد، بدمشق، وما أكثر ما أشار إليه في تعليقاته.
11. إثبات صور خطوط العلماء قديماً وحديثاً. وهذا يفيد في توثيق المخطوطات التي يقال إنها بخطوط مؤلفيها. فعن طريق مضاهاة ما بيدك منها بما أثبته من تلك النماذج للخطوط، يظهر لك وجه الصواب، أو الخطأ. ويتصل بذلك إثباته لتوقيعات الخلفاء والملوك والأمراء والوزراء وصور المحدثين من المعاصرين، ومن قرب منهم، ممن أدركهم فن التصوير الفوتوغرافي.
12. وقد زان ذلك كله حسن البيان، وصفاء العبارة. فالرجل، كان أديباً شاعراً. وقد كان الأدب ومازال، خير سبيل لإيصال المعرفة، وسرعة أنصابها إلى السمع، واستيلائها على النفس. والبليغ يضع لسانه حيث أراد. وإنك لتجد كثيراً من الدراسات قد جمعت فأوعت، لكنها لم تبلغ مبلغها من النفع والفائدة؛ لجفافها وعسرها.

أما ما وراء ذلك من حلو الشمائل، وكرم الطبع، ونقاء الخلق، فهو مما لهج به الخاصة والعامة، ممن اتصلوا بالرجل، بسبب من الأسباب.
ولست أشك في أن إقامة الزركلي في مصر والمغرب، سنين ذوات عدد، قد أعانته على إقامة ذلك الصرح الشامخ. وآية ذلك أن كثيراً من نماذج المخطوطات، التي امتلأ بها كتابه، من محفوظات دار الكتب المصرية، ومعهد المخطوطات بالقاهرة، وخزائن الكتب الخاصة والعامة، بالمغرب الأقصى.»

## مما أُخذ على الكتاب
قال أحمد العلاونة: «بذل المؤلف ما وسعه من جهد في جمع التراجم وتحريرها، بيد أن عمله -كأي عمل آخر- لا يخلو من مآخذ وهنات، وإذا قيست مآخذه وهناته بعمله الجريء، كانت كأنها لم تكن. وأجملتُ المآخذ بما يلي:
1. لم يترجم مشاهير قدماء وعصريين. فمن القدماء: أحمد بن هبة الله المدائني صاحب كتاب أحكام الجدل والمناظرة، والقاسم بن محمد بن علي الشاشي صاحب التقريب، والشاعر ابن زريق البغدادي وأبو بكر محمد بن داود الداوودي وابن المكوي. ومن العصريين: الدكتور محمد غنيمي هلال، وإبراهيم حمروش، وممدوح الشريف (الخطاط).
2. الإيجاز المخل لبعض المشاهير مثل: الحريري صاحب المقامات. انظر ترجمته 5/ 177.
3. لم يترجم للأنبياء الذين ذكر اسمهم في القرآن الكريم، ولم يترجم إلا للأنبياء: محمد، وشعيب، وأيوب، وهود، وإسماعيل، وصالح صلوات الله عليهم.
4. لم يترجم لسلاطين الدولة العثمانية، مع أنه ترجم للمماليك والمستشرقين.
5. ترجم لمجاهيل، أو ممن هم ليسوا أحقاء بالترجمة، منه وهو كثير: محمد هادي 7/ 127، والحسيني 7/ 129، والحلاق 7/ 156، والكشميري 7/ 123، ومهدي الكاظمي 7/ 312، والنوري 7/ 314.» اهـ.

## قالوا عن الكتاب
- أما «الأعلام» فهو خير كتاب ألف في بابه، بل هو خير ما كتب كاتب في تراجم الرجال والنساء في هذا العصر. (محمود الطناحي)
- خلاصة القول: أن هذا الكتاب أبلغ رد على من يزعم أن العرب المعاصرين لم يصنعوا شيئاً ذا بال، في تاريخ رجالهم وأعلامهم. وأنه لا ينبغي أن تخلو مكتبة طالب علم من هذا الكتاب. (محمود الطناحي)
- كتاب الأعلام للزركلي أحد الكتبِ العشرةِ التي يفاخر بها هذا القرن القرون السابقاتِ. (الشيخ علي الطنطاوي)
- «لو سئلت عن أعظم كتاب عربي صدر في القرن الرابع عشر الهجري، لقلت دونما تردد إنه الأعلام» (عبد العزيز الرفاعي)[1]